# Carparachne aureoflava
Espèce
Carparachne aureoflava est une espèce d'araignées aranéomorphes de la famille des Sparassidae.

## Distribution
Cette espèce est endémique de Namibie. Elle se rencontre vers Gobabeb.

## Habitat
Cette espèce se rencontre dans le désert du Namib. Elle a la capacité de se laisser rouler dans le sable à grande vitesse lorsqu'elle se sent en danger.

## Description
La femelle holotype mesure 18,4 mm.
Elle ne fait pas de toile, c'est une chasseuse nocturne.
Sa principale ligne de défense contre la prédation consiste à s'enfouir dans un terrier tapissé de soie et s'étendant sur 40 à 50 cm de profondeur. Au cours du processus de creusement de son terrier, l'araignée peut déplacer jusqu'à 10 litres de sable. C'est au cours des premières étapes de la construction d'un terrier que l'araignée est vulnérable aux Pompilidae, qui piquent et paralysent l'araignée, puis pondent des œufs dans son corps. Si l'araignée est incapable de combattre une guêpe et si elle se trouve sur une dune en pente, elle utilisera sa vitesse de roulement de 1 mètre par seconde pour s'échapper.
Sa morsure est légèrement venimeuse, mais l'araignée n'est pas connue pour être mortelle pour les humains.[réf. nécessaire]

## Systématique et taxinomie
Cette espèce a été décrite par Lawrence en 1966.

## Publication originale
- Lawrence, 1966 : « New dune spiders (Sparassidae) from the Namib desert, South West Africa. » Cimbebasia, vol. 217, p. 3-15.